# Калэзерс
Ка́лэзерс, Ка́ла или Ка́лу (латыш. Kālezers, Kāla ezers, Kāls, Kālu ezers, Kāļa ezers, Vesetas ezers) — озеро в Вестиенской волости Мадонского края Латвии. Относится к бассейну Айвиексте.
Площадь водной поверхности — 407,1 га. Наибольшая глубина — 14,8 м, средняя — 5,3 м.